# Лю Хайся
Лю Хайся (кит. 刘海霞; род. 23 октября 1980) — китайская тяжелоатлетка, выступающая в весовой категории до 69 килограммов, также выступала в категории до 63 килограммов. Чемпионка мира и серебряный призёр чемпионата мира.

## Биография
Лю Хайся родилась 23 октября 1980 года.

## Карьера
Лю Хайся выступала на университетском Кубке мира 2005 года, где завоевала золотую медаль в весовой категории до 69 килограммов. Лю Хайся подняла 102,5 кг в рывке и 140 кг в толчке.
На чемпионате мира по тяжёлой атлетике 2005 года в Дохе Лю Хайся выступала в весовой категории до 69 килограммов и завоевала серебряную медаль. Она подняла в рывке 120 кг, а затем толкнула штангу на 154 килограмма.
На чемпионате мира 2007 года Лю Хайся перешла в весовую категорию до 63 килограмма и сумела поднять в сумме 257 кг (115 + 142). Этот результат позволил ей впервые в карьере стать чемпионкой мира.
Лю Хайся стала чемпионкой Азии в 2008 году в весовой категории до 63 килограммов с результатом 240 кг (104 + 136).
В 2009 году Лю Хайся вернулась в весовую категорию до 69 килограммов и завоевала серебряную медаль на чемпионате Азии с результатом 240 кг (105 + 135).